# 草圭堂
草圭堂位於重慶市黔江區濯水鎮大坪村，文物遺址年代為清代，2009年12月15日列為第二批重慶市文物保護單位。